# Дубинский, Александр Давидович
Александр Давидович Дубинский (7 июля 1945, Москва — 18 августа 1992, Москва) — советский и российский шахматист, мастер спорта СССР по шахматам (1965). В составе команды Москвы бронзовый призер первенства СССР между командами союзных республик по шахматам (1962). Брат кинорежиссера Ольги Давидовны Дубинской. Сын выдающегося кинорежиссера, одного из основателей научно-популярного кино в России Давида Эммануиловича Дубинского.      

## Биография
Сын кинорежиссера, лауреата премии им. Ломоносова Давида Эммануиловича Дубинского. Воспитанник тренера А. И. Хасина. Ученик школы М. М. Ботвинника. В 1964 году в чемпионате СССР среди студентов и рабочей молодежи поделил 1—2-е места. В 1965 году победил в чемпионате Москвы по шахматному блицу. Представлял команду Москвы в первенстве СССР между командами союзных республик по шахматам в 1962 году, где завоевал третье место в командном зачете. 
Окончил Всесоюзный заочный юридический институт (ныне Московский государственный юридический университет имени О. Е. Кутафина. Работал следователем. 